# Marc van Caldenberg
Marc van Caldenberg (Heerlen, 1987) is een Nederlands politicus. Hij is lid van de Socialistische Partij (SP). In juni 2023 werd hij geïnstalleerd als gedeputeerde in de provincie Limburg.

## Loopbaan
Van Caldenberg werd geboren in Heerlen en groeide op in Landgraaf. Hij sloot zich in 2005 aan bij de SP en werd bij de gemeenteraadsverkiezingen in 2010 gekozen in de gemeenteraad van Landgraaf. Bij de verkiezingen van 2014, 2018 en 2022 werd hij herkozen. In 2018 nam hij tevens zitting in de Provinciale Staten van Limburg, nadat een conflict in zijn partij had geleid tot het opstappen van een gedeputeerde en enkele statenleden. Later dat jaar werd Van Caldenberg gekozen tot lijsttrekker bij de Provinciale Statenverkiezingen 2019.
In de periode 2019 tot 2023 was hij voorzitter van de vierkoppige fractie van de SP in de Provinciale Staten. Hij viel op door kritische interpellaties en was aanjager van de eerste parlementaire enquête in Limburg, naar mogelijke belangenverstrengeling tussen gedeputeerde Ger Koopmans en baggerbedrijf Terraq. In de aanloop naar de Provinciale Statenverkiezingen 2023 liet hij weten niet herkiesbaar te zijn. Op de SP-kandidatenlijst was hij lijstduwer. 
In juni 2023 werd duidelijk dat zijn partij in Limburg een coalitie ging vormen met BoerBurgerBeweging, VVD, CDA en PvdA. Van Caldenberg werd namens de SP naar voren geschoven als gedeputeerde met de portefeuille sociale agenda, energie en toezicht & handhaving. Hij werd op 23 juni 2023 samen met de rest van het college beëdigd.